# Hylaeus lemuriae
Hylaeus lemuriae là một loài Hymenoptera trong họ Colletidae. Loài này được Benoist mô tả khoa học năm 1945.